# Julia de Brandeburgo
Julia de Brandeburgo (Neuchâtel, 4 de enero de 1793 - Viena, 27 de enero de 1848) fue una noble alemana, hija ilegítima de Federico Guillermo II de Prusia y de Sophie von Donhoff y duquesa consorte de Anhalt-Köthen.

## Biografía
Fue bautizada el día 2 de febrero de 1793 en Neuchâtel. Pasó sus primeros años en casa de distintos oficiales y cortesanos prusianos.
En 1816 contrajo matrimonio con el duque Fernando de Anhalt-Köthen-Pless. Su esposo se convirtió en 1818 en duque reinante tras la muerte de Luis de Anhalt-Köthen. El matrimonio no tuvo hijos.
La duquesa se convirtió al catolicismo en París el 24 de octubre de 1825 junto con su marido de manos del arzobispo de París. La pareja contribuyó al desarrolló en Köthen de una comunidad católica mediante la construcción de la iglesia católica de Santa María y un convento. Así mismo en 1828 el ducado de Anhalt-Kothen estableció relaciones diplomáticas con los Estados Pontificios.
Tras enviudar en 1830, viajó a Roma junto con su confesor jesuita, siendo recibida en audiencia por Gregorio XVI. Tras el viaje a Roma decidió establecerse en Viena, donde murió en 1848.